# Cemre Melis Çınar
Cemre Melis Çınar (* 13. Mai 1991 in Ankara) ist eine türkische Schauspielerin.

## Leben und Karriere
Çınar wurde am 13. Mai 1991 in Ankara geboren. Sie studierte an der Marmara-Universität. Ihr Debüt gab sie 2014 in der Fernsehserie Arka Sokaklar. Außerdem trat sie 2017 in dem Theaterstück Aşk Tamircisi auf. Danach spielte sie im selben Jahr in Muhteşem Yüzyıl mit. 2018 war sie in Yeni Dalga zu sehen. Unter anderem wurde sie 2020 für die Serie Kırmızı Oda gecastet. Zwischen 2021 und 2022 bekam sie eine Rolle in Kaderimin Oyunu.

## Filmografie
Filme
- 2017: Cenaze İşleri
- 2018: İçimdeki Hazine

Serien
- 2014: Arka Sokaklar
- 2014: Muhteşem Yüzyıl
- 2014: Kaçak Gelinler
- 2014–2017: Elif
- 2018: Yeni Dalga
- 2018: Bir Umut Yeter
- 2019: Yaralı Kuşlar
- 2020: Kırmızı Oda
- 2021: Kefaret
- 2021: Gönül Dağı
- 2021–2022: Kaderimin Oyunu

## Theater
- 2017: Aşk Tamircisi

## Auszeichnungen

### Gewonnen
- 2021: 9. Dijital Dünyanın Enleri in der Kategorie „Beste Schauspielerin des Jahres“[3]